# InterCity 225

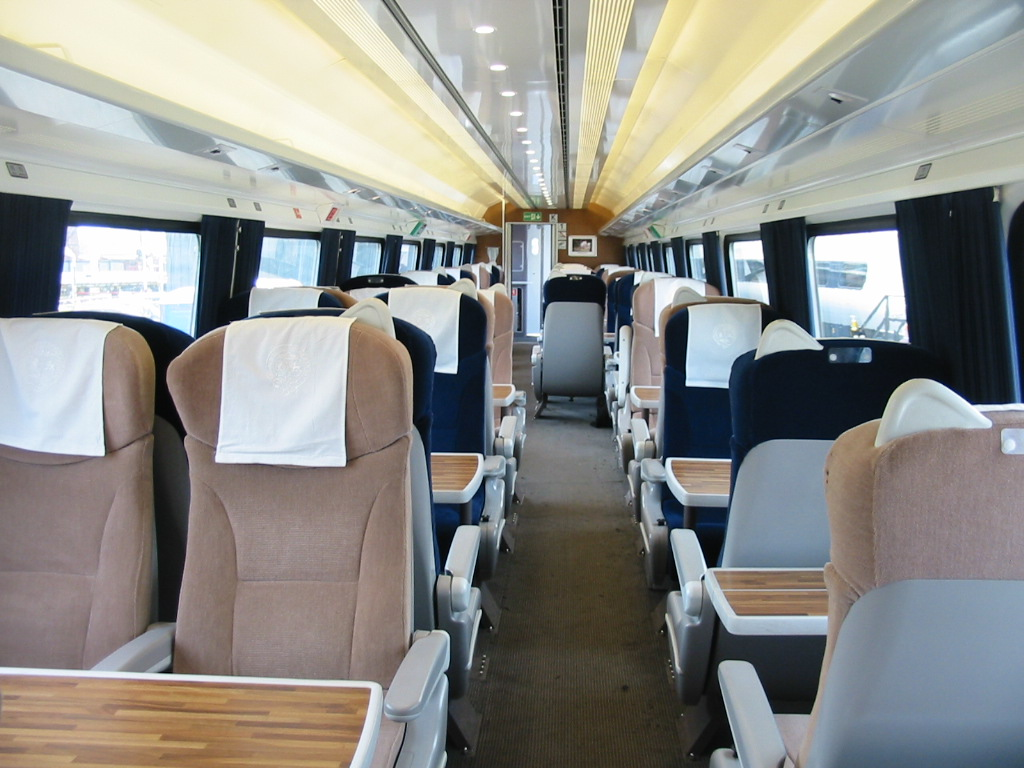
Egy felújított első osztályú kocsi

Az InterCity 225 egy British Rail 91 sorozat mozdony vontatta nagysebességű vonat, melyet a British Railways üzemeltetett Angliában. A vasútprivatizáció után az összes vonat átkerült a HSBC Rail társasághoz. Nevét onnan kapta, hogy a maximális sebessége személyforgalomban 225 km/h.